# 新東京行進曲 (1953年の映画)
『新東京行進曲』（しんとうきょうこうしんきょく）は、1953年に公開された川島雄三監督の日本映画。
『雑誌平凡』に連載された入江徳郎、辻本芳雄、戸川幸夫のリレー小説が原作。小学校以来の親友同士という6人の男たちにまつわる人間関係を描くオムニバスストーリー。

## あらすじ
新聞記者の真砂隆（高橋貞二）、建築技師の林三郎（北上弥太郎）、新聞社発送部員の霧山一夫（三橋達也）、都電運転手の遠藤良雄（大坂志郎）、ボクシング選手の北野広（沼尾釣）、寿司屋亭主の小川金一（桂小金治）の6人は全員が小学校時代の親友である。
真砂隆、林三郎、遠藤良雄
真砂隆は東京都庁に勤める須田美代子（淡路恵子）に恋する一方で、同僚の女性記者一ノ瀬文子（小林トシ子）が自分に愛情を持っていることに気づいていない。そして須田美代子を想う相手は真砂だけではなく、親友の林三郎もまた恋敵のひとりだった。
そして、その真砂隆の人柄に男惚れした警視庁の桶詮造警部（日守新一）は、自分の愛娘、桶昭子（北原三枝）の婿にと願っているものの、当の桶昭子本人は既に遠藤良雄と恋仲の関係だった。
真砂は同僚文子と共同で汚職事件を調査した結果、その汚職の主要人物が自分の恩師、須田昌平（須賀不二夫）であることに驚くが、新聞記者の使命として涙ながらにこれを記事として公表した。
そのとき初めて、自分が想いを寄せる須田美代子が須田昌平の実娘であることを知り、父娘関係を知らぬまま想い人の実父を告発した経緯に気づいた真砂は美代子への想いを封印し、改めて同僚文子の自分に対する想いを受け入れることを決心した。
小川金一
寿司屋を営む小川金一は新婚で既に妻（望月優子）がいるが、その若妻に新婚早々尻に敷かれている。
霧山一夫、北野広、遠藤良雄
親友同士のはずの霧山一夫と北野広の関係で、いま霧山一夫は北野広を避けている。だがそれは、かつてボクシングのスパーリング練習相手を務めた霧山の片目は北野のパンチ強打によって失明しており、その事実を北野が知ることによって自分を負傷させた責任を感じさせたくない、という霧山の気遣いからだった。
そして北野がバンタム級世界選手権タイトルマッチに挑み、ハワイのチャンピオンを破って王座獲得した試合後、北野と霧山は再会し、その勝利を互いに嬉しがった。
その北野が戦った試合会場と同じ場所で「ミス職場」の発表会があり、そこでは遠藤良雄の恋人、桶昭子が一等に当選していた。その昭子の様子を観客席から淋しげに見つめる真砂の隣には、いつの間にか文子が来て座っていた。

## スタッフ
- 監督 - 川島雄三[1]
- 製作 - 小倉武志[1]
- 脚本 - 柳沢類寿[1]
- 原作 - 入江徳郎[1]、辻本芳雄[1]、戸川幸夫[1]
- 撮影 - 長岡博之[1]
- 美術 - 逆井清一郎[1]
- 録音 - 熊谷宏[1]
- 照明 - 小泉喜代司[1]
- 編集 - 浜村義康[1]
- 音楽 - 木下忠司[1]

主題歌
- 「新東京行進曲[1]」
  - 作詞：西條八十[1]
  - 作曲：古賀政男[1]
  - 唄：藤山一郎[1]、奈良光枝[1]
- 「東京夜景」
  - 作詞：西條八十[1]
  - 作曲：古賀政男[1]
  - 唄：久保幸江[1]

## キャスト
- 高橋貞二 - 真砂隆[1]
- 北上弥太郎 - 林三郎[1]
- 小林トシ子 - 一ノ瀬文子[1]
- 淡路恵子 - 須田美代子[1]
- 三橋達也 - 霧山一夫[1]
- 日守新一 - 桶詮造[1]
- 坂本武 - 小川の父[1]
- 大坂志郎 - 遠藤良雄[1]
- 須賀不二夫 - 須田昌平[1]
- 桂小金治 - 小川金一[1]
- 北原三枝 - 桶昭子[1]
- 望月優子 - 小川とし[1]
- 多々良純 - 谷口発送係長[1]
- 増田順二[1]
- 沼尾釣 - 北野広[1]
- 松井翠声 - 喫茶店マスター[4]
- 小林十九二[1]
- 諸角啓二郎[1]
- 稲川忠完[1]
- 紅沢葉子[1]
- 長尾敏之助[1]
- 小藤田正一[1]
- 手代木国男[1]
- 前畑正美[1]
- 髙瀬乗二[1]
- 川村朱門[1]
- 大杉陽一[1]
- 竹田法一[1]
- 南進一郎[1]
- 永井達郎[1]
- 髙木信夫[1]
- 草香田鶴子[1]
- 井上正彦[1]
- 土田桂司[1]
- 遠山文雄[1]
- 島村俊雄[1]
- 谷崎純[1]
- 津村準[1]
- 中川健三[1]
- 横山準[1]
- 寺岡潔[1]
- 谷謙一[1]
- 藤丘昇一[1]
- 人見修[1]
- 千葉晃[1]
- 浜野肇[1]
- 新島勉[1]
- 長尾寛[1]
- 南郷佑兒[1]
- 青木富夫[1]
- 鈴木彰三[1]
- 滝久志[1]
- 岸本公夫[1]
- 東沢靜男[1]
- 志賀眞津子[1]
- 渡規子[1]
- 高友子[1]
- 緑川博子 - ミス職場（上野百貨店）[1]
- 小網和子 - ミス職場（秋葉原デパート）[1]
- 藤松京子 - ミス職場（コタニ楽器）[1]
- 荒木行子 - ミス職場（上原商会）[1]
- 三浦マリ子 - ミス職場（バーペック）[1]
- 根本ルミ - ミス職場（オアシス）[1]
- 森田千枝子 - ミス職場（全国商工金融）[1]
- 岩瀬なみお - ミス職場（サロン新世界）[1]
- 益山加根子 - ミス職場（新宿サービスセンター）[1]
- 幸丸 - ミス職場（城東芸妓組合）[1]
- 藤山一郎 - 本人[1]
- 奈良光枝 - 本人[1]
- 久保幸江（コロムビア）
- 東京都知事（当時）安井誠一郎[1]（特別賛助）